# Hellenic Bank

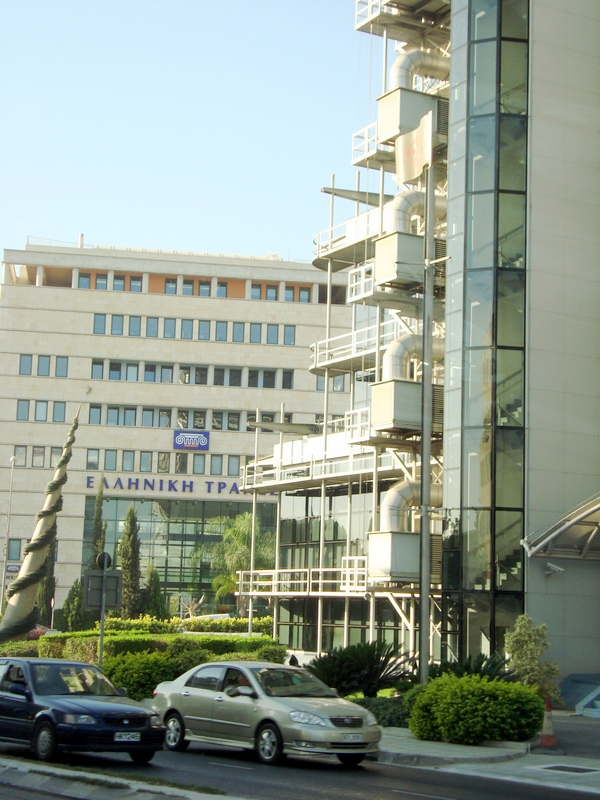
Acesso ao setor financeiro e bancário de Nicósia pela estrada principal.

Hellenic Bank Public Company Ltd (em grego:  Ελληνική Τράπεζα Δημόσια Εταιρία Λτδ) (BVC: HB) é um banco em Chipre que foi fundado em 1976 com a assistência técnica do Banco da América e em 1996 comprou as operações locais do Barclays Bank. É um dos maiores bancos do país, com setenta e cinco agências e dois mil e seiscentos funcionários. Alguns dos seus principais acionistas são Eurobank (26 por cento), Demetra Holdings Plc (21,3 por cento) e Wargaming Group Ltd (6,79 por cento).
O Hellenic Bank iniciou suas atividades no mercado russo em janeiro de 2011, porém decidiu encerrar sua operação no país em 2014.